# Bela Obal
Béla Obál, madžarski zgodovinar, teološki učitelj in novinar slovenskega rodu, * 17. maj 1882, Cankova, † 25. julij 1951, Dunaj.
Rodil se je v Prekmurju v evangeličanski družini na Cankovi, severozahodno od Murske Sobote. V isti vasi se je rodil tudi Avgust Pavel, ki je bil štiri leta starejši od njega.
Študij je nadaljeval v Prešovu med letoma 1901 in 1905, nato pa dve leti študiral v tujini v mestu Halle an der Saale na Saškem. Od leta 1907 do konca prve svetovne vojne je bil učitelj bogoslovja v Prešovu in predsednik pravno-bogoslovnega oddelka. Leta 1909 se je za kratek čas vrnil v Halle, kjer je doktoriral iz humanistike, v času poučevanja pa je v tujini preživel skupno dve leti.
V času premierja Mihályja Károlyija je opravljal funkcijo vladnega komisarja in glavnega oskrbnika (slednjega od 21. januarja 1919) v Železni županiji ter sodeloval pri pripravi osnutka, ki je hotel ustvariti slovensko delujočo županijo. na kulturni podlagi v Železni in Zalski županiji. Leta 1919 je ostal na svojem delovnem mestu tudi po komunističnem prevzemu oblasti, nato pa se je zaposlil kot univerzitetni profesor v Budimpešti . V Murski Soboti je deloval kot komisar za narodnosti, a ker ni bil vedno tu, je naloge namesto njega opravljal Vilmoš Tkalec. Obal in Tkalec sta nadzorovala gradnjo komunistične organizacije v Slovenski krajini in se poskušala pripraviti na obrambo, saj so se sovražne jugoslovanske sile postavile iz Medžimurja in hotele zasesti območje. Pri organizaciji obrambe so delovali zelo učinkovito.
Ob razglasitvi Murske republike ga ni bilo v Murski Soboti in se ni nikoli pridružil Tkalcu, temveč je obiskal somboteljskega škofa Jánosa Mikesa, ki ga je prosil, naj pomaga vzpostaviti red v Slovenski krajini.
Po razpadu Sovjetske republike je emigriral v Avstrijo in živel na Dunaju, kjer je delal pri časopisu in pisal zgodovinska dela v nemščini in madžarščini .
Njegovo pisateljsko delo je že leta 1915 priznalo Madžarsko protestantsko literarno društvo in ga sprejelo za člana odbora.

## Dela
- Franc Rákóczi II. und sein Freiheitskampf... (Halle, 1907)
- Hungarica Vitebergensia. (Ibid. 1909.) (MEK)
- Die Religionspolitik in Ungarn... während der Regierung Leopold I. (Ibid. 1910)
- Odklonilni govor. (Jagoda, 1911)
- Cerkev in mesta pred reformacijo. (ibid. 1914)